# Cyril Jackson
Cyril V. Jackson (5 de dezembro de 1903 – fevereiro de 1988, Pietermaritzburg, África do Sul) foi um astrónomo que nasceu em Ossett, próximo a Leeds em Yorkshire, Inglaterra e viveu na África do Sul a partir de 1911, quando seu pai imigrou para aquele país .

## Carreira
Estudou na Universidade de Witwatersrand. Trabalhou como astrónomo no período de 1922 a 1939 no Union Observatory. Com o advento da Segunda Guerra Mundial, interrompeu as suas atividades, assumindo entre 1945 e 1951 a função de diretor da Yale-Columbia Southern Station em Johannesburg, África do Sul. Entre 1951 e 1963 esteve no Mt. Stromlo Observatory na Austrália, e entre 1963 e 1966 esteve no Yale-Columbia Southern Station em El Leoncito, Argentina.
O asteroide 2193 Jackson foi assim nomeado em sua homenagem.

## Asteroides descobertos
| Asteróide      | Data do descobrimento |                                  |
| -------------- | --------------------- | -------------------------------- |
| 1116 Catriona  | 1929                  |                                  |
| 1186 Turnera   | 1929                  |                                  |
| 1193 Africa    | 1931                  |                                  |
| 1194 Aletta    | 1931                  |                                  |
| 1195 Orangia   | 1931                  |                                  |
| 1196 Sheba     | 1931                  |                                  |
| 1197 Rhodesia  | 1931                  |                                  |
| 1242 Zambesia  | 1932                  |                                  |
| 1243 Pamela    | 1932                  |                                  |
| 1244 Deira     | 1932                  |                                  |
| 1245 Calvinia  | 1932                  |                                  |
| 1246 Chaka     | 1932                  |                                  |
| 1248 Jugurtha  | 1932                  |                                  |
| 1264 Letaba    | 1933                  |                                  |
| 1268 Libya     | 1930                  |                                  |
| 1278 Kenya     | 1933                  |                                  |
| 1279 Uganda    | 1933                  |                                  |
| 1282 Utopia    | 1933                  |                                  |
| 1318 Nerina    | 1934                  |                                  |
| 1319 Disa      | 1934                  |                                  |
| 1320 Impala    | 1934                  |                                  |
| 1321 Majuba    | 1934                  |                                  |
| 1323 Tugela    | 1934                  |                                  |
| 1324 Knysna    | 1934                  |                                  |
| 1325 Inanda    | 1934                  |                                  |
| 1326 Losaka    | 1934                  |                                  |
| 1327 Namaqua   | 1934                  |                                  |
| 1349 Bechuana  | 1934                  |                                  |
| 1354 Botha     | 1935                  |                                  |
| 1355 Magoeba   | 1935                  |                                  |
| 1356 Nyanza    | 1935                  |                                  |
| 1357 Khama     | 1935                  |                                  |
| 1358 Gaika     | 1935                  |                                  |
| 1359 Prieska   | 1935                  |                                  |
| 1360 Tarka     | 1935                  |                                  |
| 1362 Griqua    | 1935                  |                                  |
| 1367 Nongoma   | 1934                  |                                  |
| 1368 Numidia   | 1935                  |                                  |
| 1393 Sofala    | 1936                  |                                  |
| 1394 Algoa     | 1936                  |                                  |
| 1396 Outeniqua | 1936                  |                                  |
| 1397 Umtata    | 1936                  |                                  |
| 1427 Ruvuma    | 1937                  |                                  |
| 1428 Mombasa   | 1937                  |                                  |
| 1429 Pemba     | 1937                  |                                  |
| 1430 Somalia   | 1937                  |                                  |
| 1431 Luanda    | 1937                  |                                  |
| 1432 Ethiopia  | 1937                  |                                  |
| 1456 Saldanha  | 1937                  |                                  |
| 1467 Mashona   | 1938                  |                                  |
| 1468 Zomba     | 1938                  |                                  |
| 1474 Beira     | 1935                  |                                  |
| 1490 Limpopo   | 1936                  |                                  |
| 1505 Koranna   | 1939                  |                                  |
| 1506 Xosa      | 1939                  |                                  |
| 1595 Tanga     | 1930                  | com o astrônomo Harry Edwin Wood |
| 1634 Ndola     | 1935                  |                                  |
| 1638 Ruanda    | 1935                  |                                  |
| 1641 Tana      | 1935                  |                                  |
| 1676 Kariba    | 1939                  |                                  |
| 1712 Angola    | 1935                  |                                  |
| 1784 Benguella | 1935                  |                                  |
| 1816 Liberia   | 1936                  |                                  |
| 1817 Katanga   | 1939                  |                                  |
| 1948 Kampala   | 1935                  |                                  |
| 1949 Messina   | 1936                  |                                  |
| 2066 Palala    | 1934                  |                                  |
| 2825 Crosby    | 1938                  |                                  |
| 2865 Laurel    | 1935                  |                                  |
| 3768 Monroe    | 1937                  |                                  |
| 5452 1937 NN   | 1937                  |                                  |
| 7102 1936 NB   | 1936                  |                                  |

Descobriu também os cometas Jackson (1935), 58P/Jackson-Neujmin (20 de setembro de 1936) e 47P/Ashbrook-Jackson (26 de agosto de 1948) .